# گرازماهی
گُرازماهی یا خوُک‌ماهی یا دُخَس یا پُرپوز (به انگلیسی: Porpoise) گونه‌ای از آب‌بازسانان است اما همچون نهنگ‌ها، سنگین و درشت نیست و در نهایت به طولی معادل یک و نیم متر و وزنی بیش از ۴۰ کیلوگرم می‌رسد. گرازماهی‌ها از گونه‌های باهوش نهنگ‌ها مانند دلفین به‌شمار می‌آیند. معمولاً در رنگهای خاکستری روشن و تیره وجود دارند. ماهی‌های کوچک و سخت‌پوستان عمده غذای آنها را تشکیل میدهند. از دیدگاه پراکنش جهانی به تعداد کم در خلیج فارس یافت می‌شوند اما در کرانه‌های کره و پاکستان و اقیانوس هند به‌شمار بیشتری وجود دارند.

## درباره نام
نام درست این جانور در گذشته «خوک‌ماهی» یا «دخس» یا «خوک دریایی» یا «خوک آبی» بوده است. این نام ترجمه‌ای از عربی «خِنزیرُالبَحْر» (واژگانی: خوک دریایی) بوده که در هندی بدان «سونس» (هندی: सूंस-sūns) می‌گویند چنانچه در فرهنگ منتهی الارب آن را «سوس» ضبط کرده است. واژه «دُخَس» یا «تُخَس» عربی بوده و «دُخَّش» صورت تحریف یافته آن است. واژه «دخس» یا «تخس» در عربی برگرفته از واژه عبری باستان «تَحَش» (عبری: táḥash-תַּחַשׁ‎‎) به معنای «پستاندار دریایی» و «گاو دریایی» بوده که در عهد عتیق از آن یاد شده است.
در دیگر زبان‌های ایرانی، این جانور را «گراز» یا «خوک» دریایی می‌دانند. برای نمونه در پشتو آن را «څوڅ» (cuc) یا «دریابی خوګ» (daryābí xug) می‌گویند. در کردی سورانی آن را «به رازی ده ریا(بَرازِ دَریا)» (barāz-ī daryā) می‌خوانند که ترجمه‌ای از فارسی است.

واژه انگلیسی porpoise برگرفته از porpeys یا purpeys از انگلیسی میانه که از آنگلو-نورمن porpeis یا purpeis است. این واژه وامواژه‌ای از فرانسوی کهن pourpois یا porpois یا pourpais یا porpeis بوده که از لاتین عامیانه فرضی porcopiscis* به معنای لغوی «خوک‌ماهی» است و از دو واژه porcus (خوک) و piscis (ماهی) ساخته شده است. امروزه در زبان‌های لاتین‌تبار این واژه لاتین عامیانه فرضی به دیسه‌های pesce porco در ایتالیایی و peixe porco در پرتغالی بازتاب یافته است. در زبان لاتین ادبی، به این جانور، porcus marinus گفته می‌شده که مترادف لاتین عامیانه است. در گذشته و امروزه در بسیاری از زبان‌ها ترجمه گزاره «خوک‌ماهی» یا «خوک‌وال» یا «دریا خوک» روایی بالایی داشته و دارد؛ چنانچه در آلمانی بدان Schweinswal به معنای «خوک‌وال» ، در انگلیسی کهن بدان mereswin به معنای «دریاخوک»، و در انگلیسی امروز (ندرتاً و ادبی) mereswine با همان معنا؛ در آلمانی بالنده کهن meriswīn (> در آلمانی امروزی Meerschwein و Meerschweinchen )،در ساکسونی کهن فرضی meriswin* (> در ساکسونی نو Meerswien و Meerswientje) در نروژی کهن marsvín (> در دانمارکی marsvin ، سوئدی marsvin ، نروژی نو marsvin ، فاروئی marsvín ، ایسلندی marsvín) نمایان شده است.

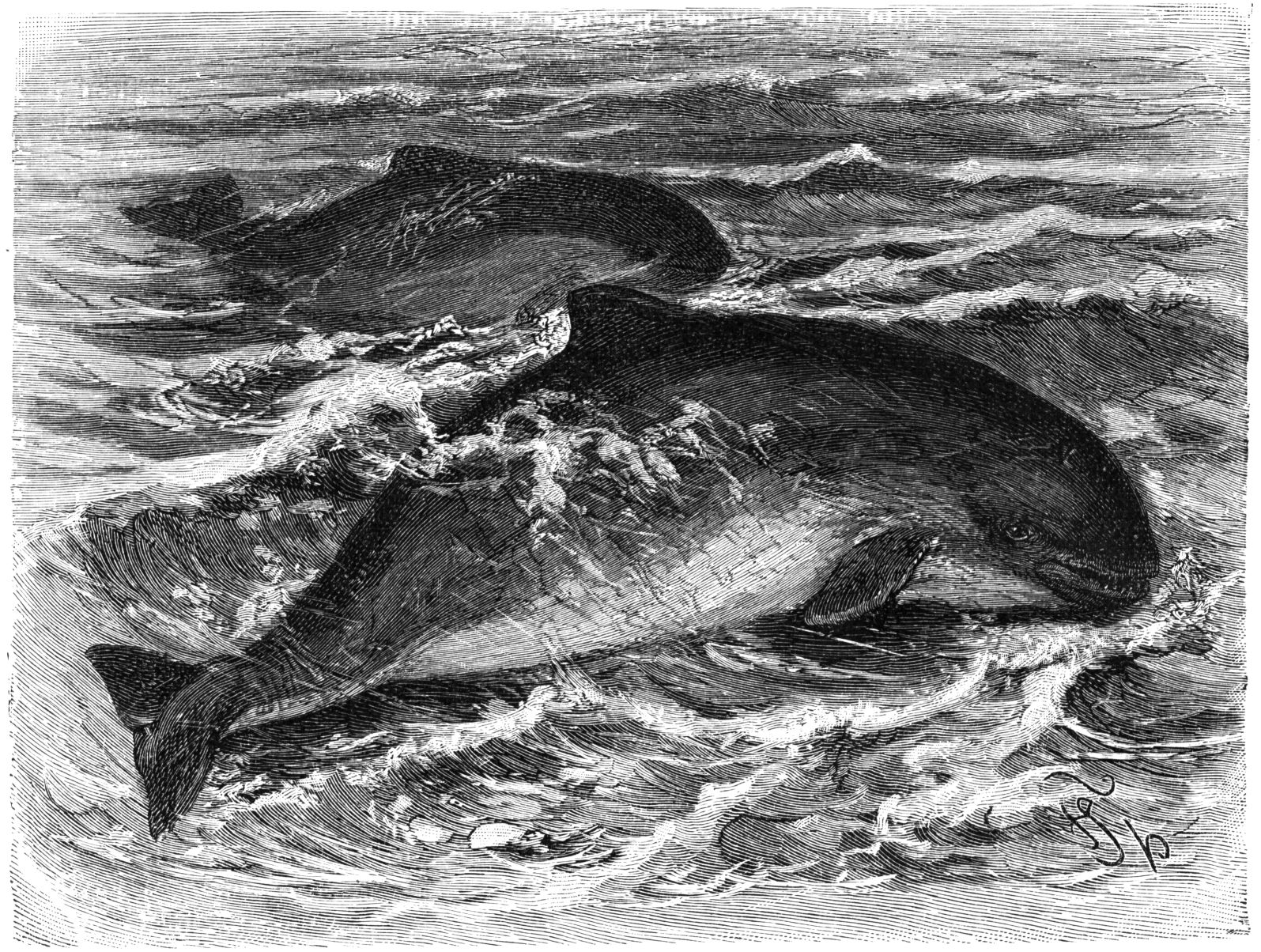
گرازماهی بندر (فوسینا فوسینا).